# Космонавтика на почтовых марках СССР

Космона́втика на почто́вых ма́рках СССР — тематический каталог (перечень) знаков почтовой оплаты (почтовых марок, блоков, малых листов) на тему освоения космоса, введённых в обращение дирекцией по изданию и экспедированию знаков почтовой оплаты Министерства связи СССР.

## Историческая справка
Начало космической эры в филателии неразрывно связано с СССР — страной впервые покорившей космическое пространство и выпустившей в обращение почтовые марки, посвящённые теме космоса. Таким образом, советская история освоения космоса хорошо документирована на почтовых марках СССР и социалистических стран (почта ГДР — первая из стран социалистического лагеря выпустила почтовые миниатюры, посвящённые полёту в космос). Почтовые марки СССР отражают широкий спектр событий, связанных с советской космической программой. В лучших традициях советской филателии основной акцент сделан на теме первенства СССР в освоении космического пространства, включая успешный запуск первого искусственного спутника на околоземную орбиту; полёт первых животных в космос и полётам человека по орбите Земли:
- Юрий Гагарин на корабле «Восток-1»;
- первый выход человека в открытое космическое пространство — Алексей Леонов на корабле «Восход-2»;
- первая женщина в космосе («чайка») — Валентина Терешкова на корабле «Восток-6»;
- Лунная программа, 1959 год и беспилотная посадка («Луноходы»);
- первая орбитальная космическая станция; а также межпланетный зонд и многочисленные почтовые марки, миниатюры которых отдали дань другим немаловажным событиям космической тематики[4][5].

Памятные (коммеморативные) почтовые марки, посвящённые космонавтике, выпускались в СССР с 1957 по 1991 год. Знаки почтовой оплаты печатались на предприятиях Гознака Министерства финансов СССР.

## Список коммеморативных марок
Порядок следования элементов в таблице соответствует номеру по официальному каталогу марок СССР, в скобках приведены номера по каталогу «Михель».
| № по каталогу                                                                 | Изображение | Описание и источники | Номинал   | Дата выпуска        | Тираж     | Художник                                               |
| ----------------------------------------------------------------------------- | ----------- | --- | --------- | ------------------- | --------- | ------------------------------------------------------ |
| (ЦФА [АО «Марка»] № 2275) (Mi #2192)                                          |             | Серия «XXI съезд Коммунистической партии Советского Союза»: - Космическая ракета.                                                      | 1,00 руб. | 3 января 1959 года  | 2 000 000 | И. Левин                                               |
| (ЦФА [АО «Марка»] № 3441) (Mi #3295)                                          |             | «С Новым, 1967 годом!»: - Останкинская телебашня.                                                                                      | 0,04 руб. | 19 ноября 1966 года | 4 000 000 | Лесегри: Борис Лебедев, Леонард Сергеев, Марк Гринберг |
| (ЦФА [АО «Марка»] № 3850) (Mi #3725)                                          |             | Серия «В. И. Ленин в произведениях советских художников; воплощение в жизнь Ленинских идей»: - «Покорители космоса».                   | 0,04 руб. | 1 января 1970 года  | 4 000 000 | Александр Дейнека, оформление Виктор Пименов           |
| (ЦФА [АО «Марка»] № 6306) (Mi #6185 A)                                        |             | День космонавтики. 30-летие первого полёта человека в космос: - «Теоретическая подготовка к полёту (1960)»: старший лейтенант Гагарин. | 0,25 руб. | 6 апреля 1991 года  | 2 500 000 | Герман Комлев                                          |
| (ЦФА [АО «Марка»] № 6307) (Mi #6186 A)                                        |             | День космонавтики. 30-летие первого полёта человека в космос: - «Перед стартом (1961)».                                                | 0,25 руб. | 6 апреля 1991 года  | 2 500 000 | Герман Комлев                                          |
| (ЦФА [АО «Марка»] № 6308) (Mi #6187 A)                                        |             | День космонавтики. 30-летие первого полёта человека в космос: - «Первая зарубежная поездка. Прага (1961)»: майор Гагарин.              | 0,25 руб. | 6 апреля 1991 года  | 2 500 000 | Герман Комлев                                          |
| (ЦФА [АО «Марка»] № 6309) (Mi #6188 A)                                        |             | День космонавтики. 30-летие первого полёта человека в космос: - «Одна из последних фотографий (1968)».                                 | 0,25 руб. | 6 апреля 1991 года  | 2 500 000 | Герман Комлев                                          |
| (ЦФА [АО «Марка»] № 6310) (Mi #6185 B) (Mi #6186 B) (Mi #6187 B) (Mi #6188 B) |             | Почтовый блок «День космонавтики. 30-летие первого полёта человека в космос».                                                          | 0,25 руб. | 6 апреля 1991 года  | 1 000 000 | Герман Комлев                                          |
| (ЦФА [АО «Марка»] № 6311) (Mi #6185 B) (Mi #6186 B) (Mi #6187 B) (Mi #6188 B) |             | Почтовый блок «День космонавтики. 30-летие первого полёта человека в космос» с надпечаткой.                                            | 0,25 руб. | 6 апреля 1991 года  | 600 000   | Герман Комлев                                          |
| (ЦФА [АО «Марка»] № 6323) (Mi #6200)                                          |             | Совместный космический полёт СССР — Великобритания (18—26.05.1991).                                                                    | 0,20 руб. | 18 мая 1991 года    | 2 600 000 | М. Осколков                                            |
| (ЦФА [АО «Марка»] № 6351) (Mi #6228)                                          |             | Совместный космический полёт СССР — Австрия (2—10.10.1991).                                                                            | 0,20 руб. | 2 октября 1991 года | 2 600 000 | М. Осколков                                            |

## Комментарии
1. ↑  Каталог включает описание государственных знаков почтовой оплаты Российской Федерации (марок, блоков, малых листов, буклетов), выпущенных  в обращение на территории СССР с августа 1923 по декабрь 1991 года.
2. ↑  Коммеморативные марки — обобщённое название специальных художественных (памятных, юбилейных и других) почтовых марок. Для упрощения терминологии в случаях, когда требуется лишь подчеркнуть, что данная марка не является общеупотребляемой (то есть стандартной), под термином «коммеморативная марка» подразумевают, кроме перечисленных выше, также тематические марки (рисунки которых посвящены определённой теме коллекционирования). Также все упомянутые марки, объединённые термином «коммеморативная», имеют общую черту: как правило, такие марки изготовляются на высоком полиграфическом уровне[6].
3. ↑  Ниже приведён перечень памятных художественных марок (с возможностью сортировки по номиналу, тиражу и дате введения в обращение).
4. ↑  XXI съезд Коммунистической партии Советского Союза. На многоцветной марке  (ЦФА [АО «Марка»] № 2275) — три первых советских искусственных спутника Земли и космическая ракета в полёте на фоне звёздного неба. Внизу — силуэт Спасской башни Кремля и здание Верховного Совета СССР. Офсет, перфорирована: комбинированная гребенчатая зубцовка 12:12½ (на каждые 2 сантиметра края марки приходится 12:12½ зубцов). В марочных листах 100 (10×10) марок[10][43][44].
5. ↑  Новогодняя марка «С Новым, 1967 годом!»: на многоцветной марке  (ЦФА [АО «Марка»] № 3441) — спутник связи «Молния-1», Останкинская радиотелевизионная башня на фоне силуэта Кремля, реактивный самолёт, автобус, снежинка, звёздное небо, текст «С Новым годом — годом 50-летия Октября!». Офсетная печать, перфорирована: гребенчатая зубцовка 12½ (на каждые 2 сантиметра края марки приходится 12½ зубцов). В марочных листах 15 (5×3)[17][48][49].
6. ↑  Серия «Революционная деятельность организатора КПСС и основателя Советского государства Владимира Ильича Ленина; воплощение в жизнь Ленинских идей. К 100-летию со дня рождения»: на многоцветной марке «Покорители космоса» по картине А. Дейнеки, оформление В. Пименова. Красный памятный типографский текст: «Только социалистическая организация общества способна обратить развитие экономики, науки и культуры на благо народа… открыть простор для всестороннего развития талантов и способностей людей». Офсетная печать на мелованной бумаге, перфорирована: гребенчатая зубцовка 12½ (на каждые 2 сантиметра края марки приходится 12½ зубцов). В марочных листах по 15 (3×5) марок[21][53][54].
7. 1 2 3 4  офсетная печать на мелованной бумаге, перфорирована: гребенчатая зубцовка 12 (на каждые 2 сантиметра края марки приходится 12 зубцов). В марочных листах по 6 четырёхмарочных сцепок (3×2) сцепок (одна из которых показана на иллюстрации) или малые листы (кляйнбогены) 8 (4×2) марок (две сцепки на малом марочном листе). Малый лист выполнен на фоне Земного шара, схемы движения ракеты и космического корабля «Восток». На полях марочных листов сцепок выполнены те же тексты, что и на почтовых блоках[58].
8. ↑  Почтовый блок марок  (ЦФА [АО «Марка»] № 6306),  (ЦФА [АО «Марка»] № 6307),  (ЦФА [АО «Марка»] № 6308) и  (ЦФА [АО «Марка»] № 6309) «30-летие первого полёта человека в космос» размером 8,5×11 см., серо-голубой, светло-коричневый, чёрный. офсетная печать на мелованной бумаге, без зубцов с рисованной перфорацией. На полях блока изображён монумент «В Космос!» (скульптор Г. Н. Постников), нанесены тексты: «12 апреля — День космонавтики» и «30-летие первого полёта человека в космос». Кроме того, был выпущен сувенирный почтовый блок с погашенными марками  (ЦФА [АО «Марка»] № 6306),  (ЦФА [АО «Марка»] № 6307),  (ЦФА [АО «Марка»] № 6308) и  (ЦФА [АО «Марка»] № 6309)[58].
9. ↑  Почтовый блок марок  (ЦФА [АО «Марка»] № 6306),  (ЦФА [АО «Марка»] № 6307),  (ЦФА [АО «Марка»] № 6308) и  (ЦФА [АО «Марка»] № 6309) «30-летие первого полёта человека в космос» размером 8,5×11 см., серо-голубой, светло-коричневый, чёрный. офсетная печать на мелованной бумаге, без зубцов с рисованной перфорацией. Чёрная типографская надпечатка текста: «Международная выставка „К звёздам-91“» и девиза выставки «Космос на службе мира и прогресса». На полях блока изображён монумент «В Космос!» (скульптор Г. Н. Постников), нанесены тексты: «12 апреля — День космонавтики» и «30-летие первого полёта человека в космос»[58].
10. ↑  18 мая 1991 года космонавты девятой основной экспедиции Анатолий Арцебарский и Сергей Крикалёв с гражданкой Великобритании Хелен Шарман на орбитальном корабле «Союз ТМ-12» стартовали с космодрома «Байконур». 20 мая осуществили стыковку с орбитальным комплексом «Мир», где совместно с космонавтами восьмой основной экспедиции выполнили совместную программу научно-технических исследований и медико-биологических экспериментов. 26 мая с космонавтами восьмой основной экспедиции Виктором Афанасьевым и Мусой Манаровым гражданка Великобритании Хелен Шарман на корабле «Союз ТМ-11» успешно вернулась на Землю. Совместный космический полёт не только обогатил науку новыми сведениями, но и способствовал укреплению дружбы и сотрудничества между народами двух стран. «Совместный космический полёт СССР — Великобритания» — композиция из соединённых государственных флагов СССР и Великобритании, напоминающая космический корабль, выходящий на околоземную орбиту на фоне космического пространства. Многоцветная, памятный текст. Офсет на мелованной бумаге, перфорирована: комбинированная гребенчатая зубцовка 12:12½ (на каждые 2 сантиметра края марки приходится 12:12½ зубцов). В марочных листах 36 (6×6) марок[62].
11. ↑  2 октября 1991 года командир корабля Александр Волков с двумя космонавтами-исследователями Токтаром Аубакировым и гражданином Австрии Францем Фибёком на орбитальном корабле «Союз ТМ-13» стартовали с космодрома «Байконур». Для космонавтов-исследователей полёт завершился 10 октября 1991 года удачным приземлением, а Александр Волков остался на орбитальной станции «Мир» с бортинженером Сергеем Крикалёвым. На марке изображена планета Земля в космическом пространстве. Изображение государственных флагов СССР и Австрии, символизирующее совместный полёт космонавтов двух стран. Многоцветная, памятный текст. Печать глубокая на мелованной бумаге, перфорирована: рамочная зубцовка 11½ (на каждые 2 сантиметра края марки приходится 11½ зубцов). В марочных листах 50 (5×10) марок[64].